# サイクロン・ガフィロ
Cyclone Gafilo（サイクロン・ガフィロ）は、2004年3月にマダガスカル島を横断し、多大な被害をもたらしたサイクロンである。Gafiloは、この海域において過去20年間で最大級の勢力を持つ。マダガスカル島では、同年、Gafiloに先立ち、Cyclone Elita（サイクロン・エリータ）に襲われている。

## 概要
以下の日付は、日本時間に基づく。

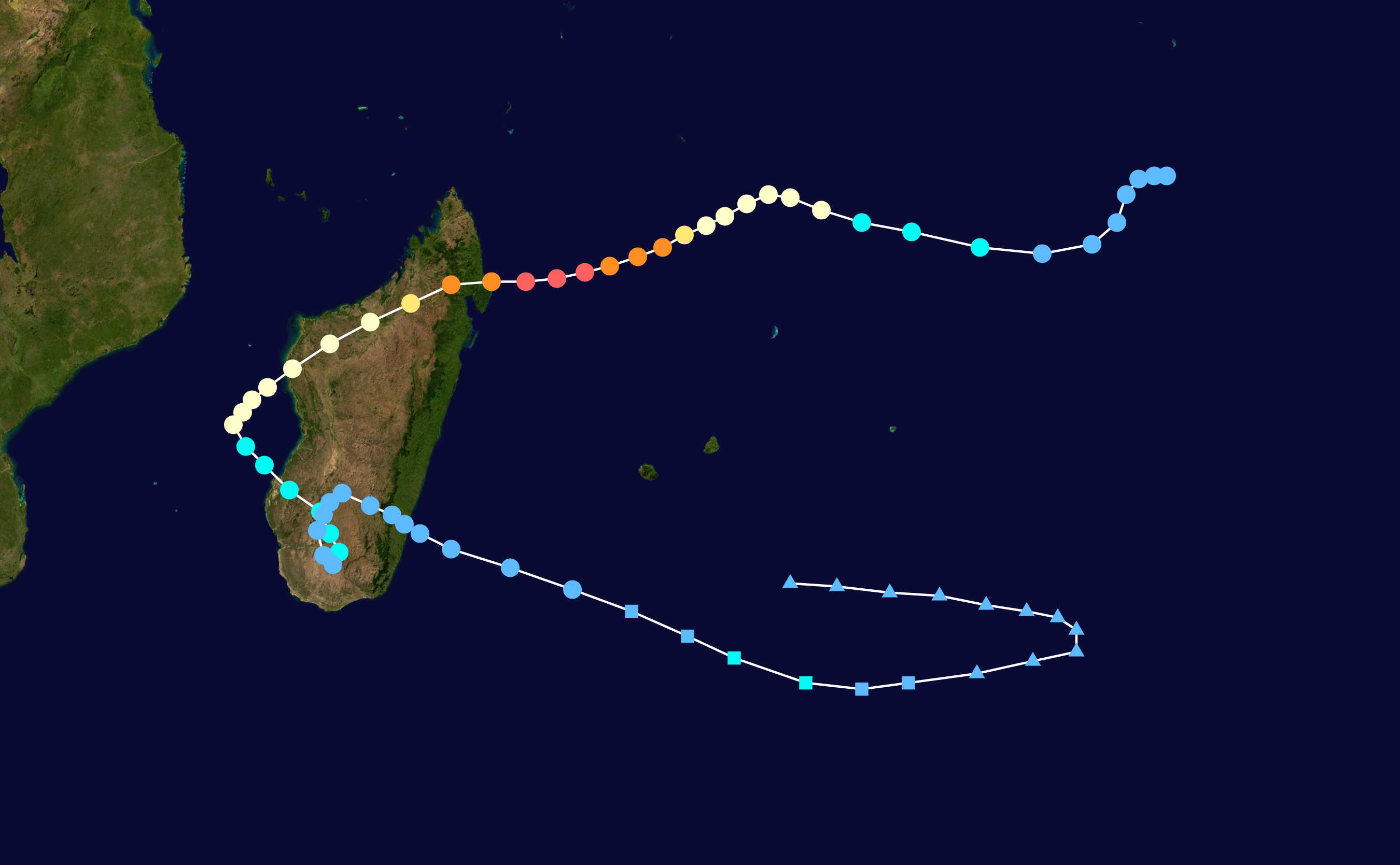
進路図

- 2004年2月29日、マダガスカル島の東にサイクロン発生。
- 3月3日、2003-2004年シーズンの南半球で16番目にトロピカル・ストーム強度のサイクロンとなり、Gafiloと命名。
- 西進しながら発達し、3月6日にはカテゴリ5の強度に達した。
- カテゴリ5強度を維持したまま、3月7日にマダガスカル島に上陸した。3月7日から10日にかけて、マダガスカル島を2回横断した。

## 被害状況
- 死者74名・行方不明169名・負傷者538名
- 建物損壊8760件、家屋喪失199,454名

（2004年3月14日の政府広報による）